# Pukkisaari (ö i Birkaland, Övre Birkaland, lat 62,28, long 24,05)
Pukkisaari är en ö i Finland. Den ligger i sjön Kitusjärvi och Vehmasjärvi och i kommunen Virdois i den ekonomiska regionen  Övre Birkalands ekonomiska region  och landskapet Birkaland, i den sydvästra delen av landet, 240 km norr om huvudstaden Helsingfors. Öns area är 0,6 hektar och dess största längd är 110 meter i sydväst-nordöstlig riktning.